# Сулеймани, Миралем
Мира́лем Сулейма́ни (серб. Миралем Сулејмани; родился 5 декабря 1988 года, Белград, СФРЮ) — сербский футболист, нападающий и атакующий полузащитник.
Выступал в национальной сборной Сербии.

## Биография

### Клубная карьера
Миралем Сулеймани начал свою карьеру в молодёжном составе клуба «Батайница», базирующегося в пригороде Белграда. Из «Батайницы» Миралем перешёл в молодёжный состав белградского «Партизана». Его дебют в чемпионате Сербии и Черногории состоялся в сезоне 2005/06, всего за сезон Миралем провёл 2 матча, но и этого хватило для того, чтобы на него обратили внимание европейские клубы, особенно это касалось нидерландских клубов: АЗ, «Гронинген» и «Херенвен». 6 декабря 2006 года, спустя один день после того, как ему исполнилось 18 лет, было объявлено, что «Херенвен» подписал молодого сербского нападающего Миралема Сулеймани, и он должен появиться в клубе в январе 2007 года.
Тем не менее, его переход в «Херенвен» вызвал противоречия, так как «Херенвен» и футбольный агент Миралема не смогли договориться о денежной компенсации за его подготовку в молодёжной академии «Партизана». Из-за этого руководство «Партизана» обратилась в Футбольный союз Сербии для того, чтобы ассоциация вмешалась в конфликт, связанный с трансфером футболиста, и запретила любые возможные сделки по переходу игрока до 11 мая 2007 года. «Херенвен» обратился к ФИФА, и, хотя первоначальное решение по Сулеймани было в пользу «Херенвена», тем не менее ФИФА поставила запрет на переход Сулеймани до 11 мая 2007 года, то есть до срока, когда его контракт с клубом «Партизан» закончится.
Перейдя в «Херенвен», Миралем дебютировал за молодёжную команду 17 мая 2007 года в матче против «Хераклеса», «Херенвен» выиграл 3:0, а Миралем отметился одной результативной передачей. Наконец, в чемпионате Нидерландов сезона 2007/08 Миралем дебютировал в основной команде 17 августа 2007 года в матче против «Виллема II», который завершился вничью 0:0. В своём втором матче за «Херенвен» Миралем отметился голом в ворота амстердамского «Аякса», тем не менее матч был проигран «Херенвеном» со счётом 4:1.
В первой половине сезона Сулеймани оказался отличной заменой ушедшего в английский «Мидлсбро» нападающего Афонсо Алвеша, Миралем забил 4 мяча и отдал 5 результативных передач. Всего за сезон Сулеймани забил 15 мячей в 34 матчах. По итогам сезона он получил звание «Лучший молодой футболист чемпионата Нидерландов».
Такой дебют 18-летнего Миралема не остался незамеченным, ему стало поступать множество предложений от таких клубов, как «Аякс», «Фейеноорд», ПСВ и даже английский «Челси». После одной недели слухов о переходе Сулеймани в разные клубы, переход всё же произошёл 4 июля 2008 года, Сулеймани перешёл в стан амстердамского «Аякса» за 16,25 млн евро. Этот трансфер побил рекорд по сумме сделки в нидерландском футболе, предыдущий принадлежал Класу-Яну Хюнтелару, который так же перешёл из «Херенвена» в «Аякс» за 9 млн евро. С «Аяксом» Миралем подписал пятилетний контракт. Дебют Миралема в «Аяксе» состоялся в товарищеском матче против английского «Сандерленда» 3 августа 2008 года.
В начале августа 2010 года «Аякс» договорился с английским «Вест Хэм Юнайтед» об аренде Миралема. Однако в Англии игрок не смог получить разрешение на работу. С этого момента в услугах серба были заинтересованы не самые сильные клубы континента — в основном это были «Бешикташ», «Вольфсбург», мёнхенгладбахская «Боруссия» и «Эвертон». Он потерял постоянное место в основе, а с приходом Франка де Бура на пост главного тренера «Аякса», он перестал попадать в основной состав вообще. В итоге по окончании действия контракта с амстердамцами Миралем на правах свободного агента перешёл в португальскую «Бенфику».
9 июня 2015 года Миралем перешёл в швейцарский «Янг Бойз», подписав с клубом контракт на три года. 18 августа 2020 года подписал с клубом новый двухлетний контракт.

### Карьера в сборной
Сулеймани был участником юношеского чемпионата Европы 2007 года, который проходил в Австрии, на чемпионате его сборная не смогла выйти из группы, заняв третье место, Миралем на чемпионате отметился одним голом.
В основной национальной сборной Сербии Сулеймани провёл 20 матчей, забил один мяч — 11 сентября 2012 года в ворота сборной Уэльса в отборочном матче чемпионата мира 2014 года (6:1).

## Достижения

### Командные достижения
«Аякс»
- Чемпион Нидерландов (3): 2010/11, 2011/12, 2012/13
- Обладатель Кубка Нидерландов: 2009/10
- Вице-чемпион Нидерландов: 2009/10

«Бенфика»
- Чемпион Португалии (2): 2013/14, 2014/15
- Обладатель Кубка Португалии: 2013/14
- Обладатель Кубка португальской лиги: 2013/14

«Янг Бойз»
- Чемпион Швейцарии (4): 2017/18, 2018/19, 2019/20, 2020/21
- Обладатель Кубка Швейцарии: 2019/20
- Вице-чемпион Швейцарии (2): 2015/16, 2016/17

### Личные достижения
- Футбольный талант года в Нидерландах («Херенвен»): 2007/08

## Статистика выступлений

### Клубная карьера
По состоянию на 9 декабря 2018 года
| Клуб             | Сезон            | Лига | Лига | Кубки | Кубки | Европейские кубки | Европейские кубки | Другие | Другие | Итого | Итого |
| Клуб             | Сезон            | Игры | Голы | Игры  | Голы  | Игры              | Голы              | Игры   | Голы   | Игры  | Голы  |
| ---------------- | ---------------- | ---- | ---- | ----- | ----- | ----------------- | ----------------- | ------ | ------ | ----- | ----- |
| Партизан         | 2005/06          | 1    | 0    | 0     | 0     |                   |                   |        |        | 1     | 0     |
| Партизан         | Итого            | 1    | 0    | 0     | 0     |                   |                   |        |        | 1     | 0     |
| Херенвен         | 2007/08          | 34   | 15   | 2     | 1     | 2                 | 0                 |        |        | 38    | 16    |
| Херенвен         | Итого            | 34   | 15   | 2     | 1     | 2                 | 0                 |        |        | 38    | 16    |
| Аякс             | 2008/09          | 27   | 8    | 0     | 0     | 7                 | 2                 |        |        | 34    | 10    |
| Аякс             | 2009/10          | 17   | 2    | 4     | 0     | 10                | 1                 | 0      | 0      | 31    | 3     |
| Аякс             | 2010/11          | 32   | 8    | 6     | 3     | 14                | 2                 | 1      | 0      | 53    | 13    |
| Аякс             | 2011/12          | 22   | 11   | 1     | 0     | 8                 | 1                 | 1      | 0      | 32    | 12    |
| Аякс             | 2012/13          | 5    | 0    | 2     | 0     | 1                 | 0                 | 0      | 0      | 8     | 0     |
| Аякс             | Итого            | 103  | 29   | 15    | 3     | 38                | 6                 | 2      | 0      | 158   | 38    |
| Бенфика          | 2013/14          | 11   | 1    | 5     | 2     | 10                | 0                 |        |        | 26    | 3     |
| Бенфика          | 2014/15          | 4    | 0    | 4     | 0     | 0                 | 0                 |        |        | 8     | 0     |
| Бенфика          | Итого            | 15   | 1    | 9     | 2     | 10                | 0                 |        |        | 34    | 3     |
| Янг Бойз         | 2015/16          | 31   | 8    | 2     | 0     | 4                 | 0                 |        |        | 37    | 8     |
| Янг Бойз         | 2016/17          | 27   | 8    | 1     | 0     | 7                 | 1                 |        |        | 35    | 9     |
| Янг Бойз         | 2017/18          | 32   | 11   | 4     | 2     | 8                 | 0                 |        |        | 44    | 13    |
| Янг Бойз         | 2018/19          | 16   | 7    | 2     | 2     | 7                 | 0                 |        |        | 25    | 9     |
| Янг Бойз         | Итого            | 106  | 34   | 9     | 4     | 26                | 1                 |        |        | 141   | 39    |
| Всего за карьеру | Всего за карьеру | 259  | 79   | 35    | 10    | 76                | 7                 | 2      | 0      | 372   | 96    |

### Карьера в сборной
| Матчи Миралема Сулеймани за сборную Сербии | Матчи Миралема Сулеймани за сборную Сербии | Матчи Миралема Сулеймани за сборную Сербии | Матчи Миралема Сулеймани за сборную Сербии | Матчи Миралема Сулеймани за сборную Сербии | Матчи Миралема Сулеймани за сборную Сербии | Матчи Миралема Сулеймани за сборную Сербии |
| ------------------------------------------ | ------------------------------------------ | ------------------------------------------ | ------------------------------------------ | ------------------------------------------ | ------------------------------------------ | ------------------------------------------ |
| Дата                                       | Место проведения                           | Соперник                                   | Счёт                                       | Голы                                       | Соревнование                               |                                            |
| 6 февраля 2008                             | Скопье                                     | Македония                                  | 1-1                                        | -                                          | Товарищеский матч                          |                                            |
| 26 марта 2008                              | Киев                                       | Украина                                    | 1-0                                        | -                                          | Товарищеский матч                          |                                            |
| 10 сентября 2008                           | Париж                                      | Франция                                    | 2-1                                        | -                                          | Квалификация ЧМ 2010                       |                                            |
| 10 февраля 2009                            | Никосия                                    | Кипр                                       | 0-2                                        | -                                          | Товарищеский матч                          |                                            |
| 11 февраля 2009                            | Никосия                                    | Украина                                    | 1-0                                        | -                                          | Товарищеский матч                          |                                            |
| 10 июня 2009                               | Торсхавн                                   | Фарерские острова                          | 0-2                                        | -                                          | Квалификация ЧМ 2010                       |                                            |